# Китайці в Україні
Китайці в Україні — населення китайського походження, що мешкає на території України. За даними перепису населення 2001 року в Україні налічувалося 2213 китайців, найбільше — у Харківській області (738 осіб) та Києві (505 осіб).
Станом на 2022 рік за даними китайських експертів в Україні проживало 6 тисяч громадян КНР.

## Історична динаміка
Динаміка чисельності китайців в УРСР та Україні за даними переписів населення:
- 1926 — 878
- 1939 — 3460
- 1959 — 1881
- 1970 — 819
- 1979 — 1109
- 1989 — 679
- 2001 — 2213

## Розселення
Динаміка чисельності китайців у регіонах за даними переписів
|                           | 1989 | 2001 |
| ------------------------- | ---- | ---- |
| АР Крим і Севастополь     | 62   | 27   |
| Вінницька область         | 29   | 18   |
| Волинська область         | 4    | 5    |
| Дніпропетровська область  | 35   | 103  |
| Донецька область          | 166  | 165  |
| Житомирська область       | 4    | 7    |
| Закарпатська область      | 2    | 17   |
| Запорізька область        | 20   | 57   |
| Івано-Франківська область | 2    | 0    |
| Київська область          | 7    | 14   |
| Кіровоградська область    | 12   | 8    |
| Луганська область         | 75   | 44   |
| Львівська область         | 21   | 16   |
| Миколаївська область      | 14   | 23   |
| Одеська область           | 40   | 391  |
| Полтавська область        | 23   | 17   |
| Рівненська область        | 3    | 2    |
| Сумська область           | 10   | 5    |
| Тернопільська область     | 1    | 1    |
| Харківська область        | 41   | 738  |
| Херсонська область        | 17   | 31   |
| Хмельницька область       | 10   | 3    |
| Черкаська область         | 11   | 13   |
| Чернівецька область       | -    | 0    |
| Чернігівська область      | 10   | 3    |
| Київ (міськрада)          | 60   | 505  |
| Україна                   | 679  | 2213 |

## Мова
Рідна мова китайців України за даними переписів:
|                 | 1989  | 2001  |
| кількість       | 679   | 2 213 |
| китайська мова  | 19,7% | 82,1% |
| російська мова  | 71,1% | 13,9% |
| українська мова | 8,8%  | 3,3%  |
| інша мова       | 0,3%  | 0,7%  |